# Petunjungan (Paiton)
Petunjungan is een bestuurslaag in het regentschap Probolinggo van de provincie Oost-Java, Indonesië. Petunjungan telt 2189 inwoners (volkstelling 2010).